# KrunK
Krunk è una band Punk rock formata a Los Angeles nel 1996 da James Kottak, batterista della leggendaria band Hard rock/Heavy metal tedesca Scorpions.

## Formazione
- Athena Kottak (moglie di James Kottak, sorella di Tommy Lee)
- Jimmy Ratchitt
- Dave Whitson
- David Morton

## Discografia
- Greatist Hits (1998)
- Therupy